# 柳生俊豊
柳生 俊豊（やぎゅう としとよ、寛政2年（1790年） - 文政3年9月17日（1820年10月23日））は、大和柳生藩の第9代藩主。
郡山藩主・柳沢保光の六男。母は大野氏。正室は村松藩主・堀直方の娘・サヨ。子は俊章（長男）、小笠原長守（次男）。官位は従五位下、飛騨守、但馬守。幼名は久次郎。初名は光致。
先代藩主・柳生俊則の三男・俊睦が廃嫡された後に養嗣子となる。文化4年（1807年）8月5日、俊則の隠居により跡を継いだ。同年12月16日、従五位下・飛騨守に叙任する。後に但馬守に改める。文政3年（1820年）9月17日、31歳で死去し、跡を長男の俊章が継いだ。

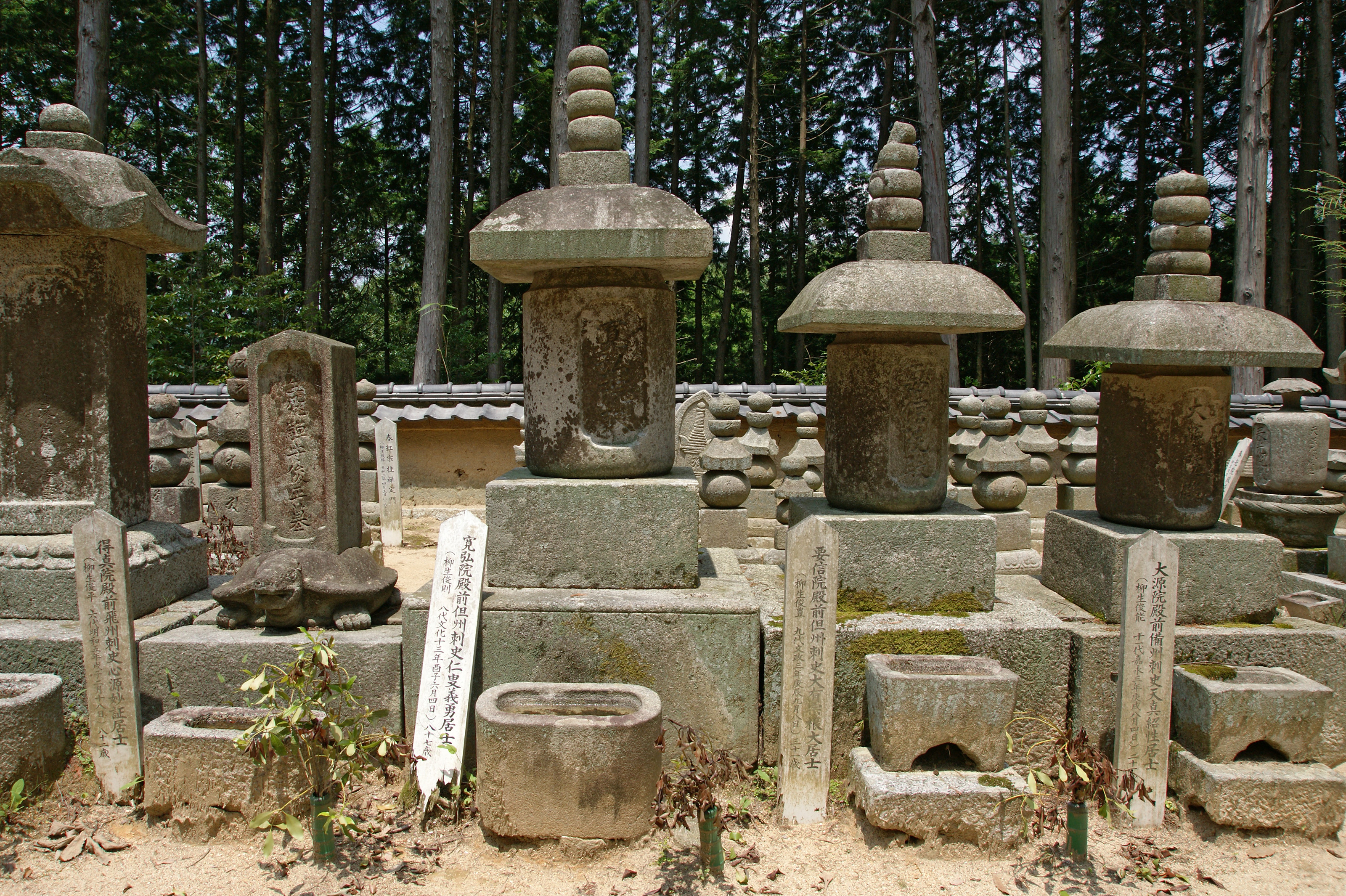
芳徳寺境内にある柳生一族の墓所。中央右が俊豊の墓

墓所は東京都練馬区と奈良県奈良市柳生町の芳徳寺。